# 唐津市立高峰小学校
唐津市立高峰小学校（からつしりつ こうほうしょうがっこう）は佐賀県唐津市竹木場にある公立の小学校。
2025年（令和7年）4月に、唐津市立小学校3校（竹木場・切木・大良）の統合により、竹木場小学校の校地および校舎を継承して開校した。

## 概要
歴史
2025年（令和7年）開校。唐津市立竹木場小学校の校地・校舎を継承。唐津市立高峰中学校に隣接している。
校章
中央に校名の「高峰」の文字（縦書き）を配している。
通学区域
- 旧・竹木場小学校区 - 住所表記で唐津市の後に「竹木場、菅牟田、熊ノ峰、重河内、唐ノ川、東山」が続く地域）[1]。
- 旧・切木小学校区 - 住所表記で唐津市肥前町の後に「万賀里川、仁田野尾、大浦、満越、中浦、杉野浦、湯野浦、切木、赤坂」が続く地域）[1]。
- 旧・大良小学校区 - 住所表記で唐津市の後に「大良、後川内、梨川内、東山」が続く地域）[1]。

## 沿革
- 2025年（令和7年）
  - 4月1日 - 唐津市立小学校3校（竹木場・切木・大良）が統合の上、「唐津市立高峰小学校」（現校名）が開校。
  - 4月8日 - 開校式を挙行[2]。児童総数118名（新1年生を含む）。

## アクセス
最寄りのバス停
- 昭和バス 「竹木場」バス停

最寄りの幹線道路
- 国道204号
- 佐賀県道33号唐津肥前線
- 佐賀県道340号鎮西唐津線

## 周辺
- 唐津市立高峰中学校

## 関連事項
- 佐賀県小学校一覧